# Marie-José Crespin
Pour les articles homonymes, voir Crespin.
Marie-José Crespin est une magistrate sénégalaise née le 27 juillet 1936 au Dahomey et morte le 6 février 2025 sur l'île de Gorée.
Elle fait partie en 1961 de la première promotion de quatre magistrats sénégalais et est la première femme à occuper le poste de premier président de la Cour de cassation de Dakar et membre du Conseil constitutionnel.
À sa retraite, elle devient créatrice de bijoux et initiatrice de l’exposition d’artiste Gorée « Regards sur Cours », pour la défense de l’authenticité de Gorée,,.

## Biographie

### Enfance et formations
Marie-José Crespin naît dans la colonie du Dahomey, actuel Bénin, le 27 juillet 1936,,. Son grand père et son père y sont avocats. À leur retour au Sénégal en 1940, la famille s'installe à Dakar. Son père achète une maison à Gorée en 1950. Elle s'y installe en 1980. En 1961, à l'indépendance du pays, elle fait partie de la première promotion de quatre magistrats du Sénégal, avec Ousmane Camara, El Hadji Diouf et André Gilbert.

### Carrière
Marie-José Crespin passe 41 ans dans la fonction publique sénégalaise en tant que magistrate. Au cours de cette carrière, elle occupe d'autres postes dont ceux de : membre de la cour suprême, de juge d'instruction et de membre du Conseil constitutionnel. Elle travaille notamment pour la protection de l'enfance en danger. Elle est aussi la première femme à présider les assises dans les affaires criminelles au Sénégal,,.
À sa retraite de la fonction publique en 2002, elle se consacre à la création de bijoux avec des perles anciennes,,, et produit de nombreuses expositions à travers le monde. Elle préside le comité de la Biennale des Arts de Dakar Dak'Art en 2002. Elle est également l'initiatrice de l'association des Amis de la Nature à Gorée et de l'association Regards sur Cours.
Marie-José Crespin meurt sur l'île de Gorée le 6 février 2025, à l'âge de 88 ans.